# TV-am

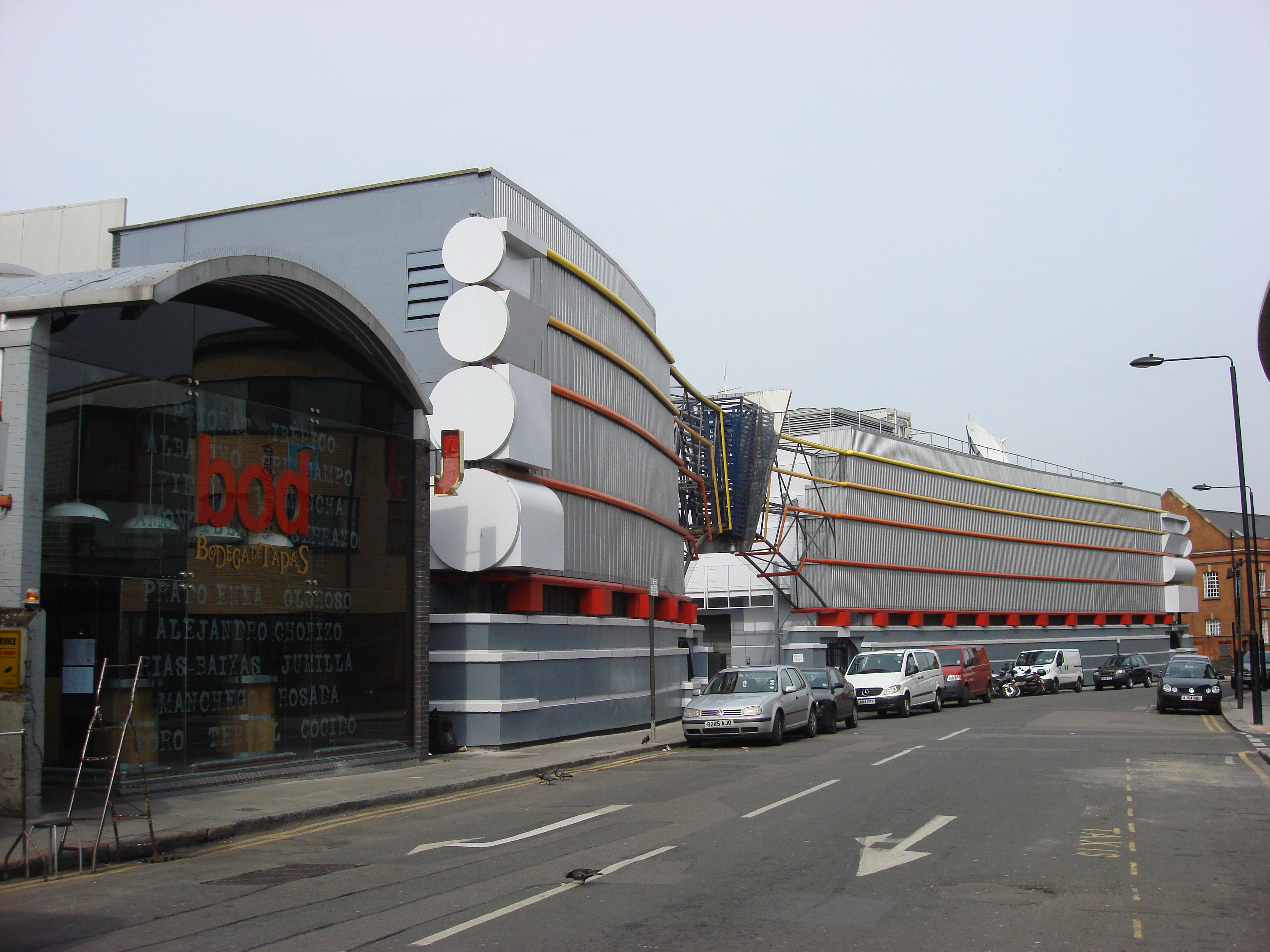
TV-am:s specialbygda studio i Camden Town

TV-am var ett tv-företag som sände TV-morgonprogram över Storbritannien mellan 1983 och 1992.
Företaget skapades när IBA i början av 1980-talet meddelade att man skulle skapa en sextonde ITV-licens, en för en nationell morgontevetjänst. TV-am tilldelades licensen och IBA ville att sändningarna skulle inledas i maj 1983. Under tiden meddelade dock BBC att de också skulle börja sända morgonteve genom starten av Breakfast Time. TV-am pressade då IBA för att kanske få börja sända tidigare och därmed starta innan BBC. Breakfast Time började sända den 17 januari 1983 och TV-am kunde börja sända den 1 februari samma år.
Från början sände man mellan 6.00 och 9.15. De regionala ITV-företagens sändningar började 9.25 och under den här tiden behövde man extra tid för att ställa om sändarna. TV-am sände främst två program: Man inledde med Daybreak fram till 7.00 då Good Morning Britain tog över. I början gick det inte bra ekonomiskt för TV-am; det nyhetstunga utbudet lockade inte tittarna och man sålde därför inte många annonser. Ledningen förändrade därför programmet genom att man, bland annat, lade in mer underhållning och barnprogram samt bytte ut den grå morgonsoffan mot en beige. Detta visade sig framgångsrikt och stationen gick runt ekonomiskt.
1987 gick teknikerna på TV-am ut i strejk. TV-am valde dock inte att stänga av programmet för en dag. Istället låste man ut teknikerna och lät den övriga personalen sköta tekniken istället, vilket skapade en hel del tekniska problem. Tittarmässigt påverkades dock inte TV-am, utan tittandet snarare ökade med hjälp av importerade program som Gänget och jag och Flipper.
Till slut valde man att sparka all den tekniska personalen. De följande åren kom stationen åter på fötter och i början av 1990-talet kunde TV-am på ett sätt ses som den mest vinstgivande TV-stationen i världen.
När TV-am:s kontrakt skulle förnyas 1991 hade reglerna för tilldelning förändrats för att mer baseras på budgivning än att visa att man kunde producera en viss typ av TV-program. TV-am förlorade sin licens eftersom ett annat konsortsium lade ett högre bud. Premiärminister Margaret Thatcher skrev ett berömt brev till TV-stationens chef där hon beklagade.
TV-am sände för sista gången 31 december 1992 och därefter var det GMTV som stod för morgonsändningarna på ITV.